# Нухашше
Нухашше — древний регион в северо-восточной Сирии, упоминаемый в египетских и клинописных документах XV—XIII веков до н. э. Занимая выгодное экономическое и стратегическое положение, простиравшаяся к северо-востоку от Оронта по направлению к Евфрату страна Нухишше являлась яблоком раздора между мощными державами, с которыми она граничила — Египтом, Митанни и Хеттским царством. В XV веке до н. э. подчинялась Египту, но в итоге была захвачен хеттским царём Суппилулиумой.

## Название
Название «Нухашше» (Nuḫašše) связывают с прасемитским корнем «богатый, процветающий». 
Многие исследователи также связали название региона с еврейским נחשת‎ (neḥōšet) и арабским نحاس‎ (nuḥāšun) — «медь». Развивая эту идею, они проводили параллель между Нухашше и античной Халкидой, также этимологически связанной с медью.
Однако, согласно Майклу Астуру, египетский вариант названия региона, Nu-ga-śa, фонетически воспроизводимый как Nuġaṯe, показывая большое сходство с угаритской этнической формой nġṯy, исключает любую связь с этимологией, основанной на слове «медь».
В современной научной литературе встречаются также варианты Нухашша (Nuhašša), Нухашши (Nuhassi), Нухаши, Нухаше, Nuhaš, Нухасси, Нугасси,  Нухассе, Нихашше, Нугашше, Нугаши или Нухассэ.
Версия о том, что Мукиш то же самое, что Нухашше, не подтверждается ввиду того, что в дипломатических письмах Нухашше упоминается вместе с землями Мукиш (Алалах) и Ния.

## География
Регион Нухашше, занимая сирийские степи, простирался от долины среднего Евфрата на востоке до долины Оронта на западе, от Хамата (точнее, Тунипа, столицы Амурру) на юге до Халпы на севере; в то же время он не включал Эблу и был отделён от реки Евфрат Эмаром и Аштатой. На западе он достигал реки Оронт только в том случае, если включать в его пределы Нию, что, однако, оспаривается.
Таким образом, Нухашше, располагаясь между течениями Евфрата и Оронта, находился на важном стратегическом и торговом пути из Кархемиша в Угарит. Регион имел и большое стратегическое значение в качестве пограничного района, находившегося на стыке сфер влияния трёх крупных государств: Египта, Митанни и Хеттского царства.
Главным городом был назван Угульзат (возможно, современный Хан-Шейхун). Среди других топонимов Нухашше указывают Сехлал, города Абина (библейская Хова), Кадуме, Иркилли.

## Общество
Австралийский учёный-хеттолог Тревор Брайс отметил, что в хеттских текстах упоминаются «цари Нухашше», что указывает на то, что этот регион состоял из ряда мелких владений, которые могли образовывать конфедерацию; на одного из царьков была возложена роль primus inter pares (первого среди равных). «Страна Нухашше», очевидно, была административным округом, организованным египетским правительством.
Большинство населения Нухашше во второй половине 2-го тысячелетия до нашей эры было западно-семитским, в то время как правящий класс состоял, вероятно, преимущественно из хурритов. Так язык дипломатической переписки представлял собой сильно хурритизированную форму аккадского языка, поскольку хурритские черты присутствуют в каждом предложении на аккадском языке в клинописных табличках, написанных на языке Нухашше — по подсчётам, хурритские элементы составляют, в среднем, пятую часть предложения.
Историческое происхождение населения Нухашше остается невыясненным, однако исследователи отмечают связи с хурритами (особенно с Уркешом в Северной Месопотамии), а также мощный асианский и семитский элементы и некоторые параллели с индийскими языками и божествами.
Ритуал интронизации правителя, по египетским источникам, включал помазание, распространённую практику среди монархий бронзового века Передней Азии.

## История
Название Нухашше появляется в двуязычном хуррито-хеттском тексте (SIR 3 parā tarnumaš, известном как «Песнь освобождения»), который основан на хурритском оригинале, датируемом 2000 годом до нашей эры. В хурритской тексте Нухашше указан как близкий союзник Эблы. Регион неоднократно упоминался также в документах из архива Мари и архива Алалаха (Алалах VII), но не обозначался как политически единый субъект — во времена Мари северные районы Нухашше находились под властью Ямхада, а южные были подчинены Катне.
В период между 1500 и 1450 годами князья Нухашше становятся вассалами хурритского Митанни. Тутмос III предпринял специальный военный поход для захвата страны Нухашше (т.н. «девятый поход») в XV веке до нашей эры, однако затем Митанни восстанавливает здесь своё господство. В XIV столетии разразилась длительная война между Митанни и Хеттским царством, в результате которой Халеб, Нухашше и вся долина Оронта были захвачены хеттским царем Суппилулиумой I.
Около 1337—1335 до н. э. в Нухашше начинается внутренний конфликт между прохеттской и проегипетской партиями. Царёк Адду-Нирари, один из противников царя Хатти Суппилулиумы, просит помощи у фараона, однако на помощь к князю Нухашше пришёл митаннийский царь, который находился в союзе с Египтом.
Нухашше, расположенный на пути продвижения хеттов, несмотря на поддержку Митанни и Египта, не смог противиться могущественным хеттским завоевателям и вынужден был признать их власть. В 1334 г. до н. э. Адду-Нирари вновь восстал вместе с царями Мукиша и Нии. Последние напали на Никмадду из Угарита, верного вассала хеттов, однако хетты разбили войска восставших. Такибшарри (или Тетте) стал лидером Нухашше и подписал соглашение о вассальной зависимости с Суппилулиумой.
В хеттском договоре, датируемом правлением Муваталли II (XIII век до нашей эры), упоминаются более ранние пограничные споры между Нухашше и Хальпой, когда народ Нухаше просил царя Митаннии вмешаться; царь выступил против Алеппо и передал спорные земли Нухаше. В договоре указывается, что народ Алеппо совершил преступление против хеттского царя. Из писем Амарнского архива становится понятно, что Нухашше также участвовал в непрерывных разборках за территории с соседним Амурру.
После этого Нухашше теряет свою самостоятельность и окончательно подчиняется хеттам. Ее войска входят в состав хеттского войска Муватала под Кадешем. Больше того, Нухашше превращается в окраину хеттского государства; так, Хаттусили III ссылает в Нухашше низложенного им Урхитешуба.
В железном веке, после нашествия народов моря, топоним «Нухашше» исчезает со страниц хроник — регион становится известен как Луаш (Luʿaš, аккад. Лухути).

## Правители
1. Адду-Нирари старший[21]
2. Таку (коронован Тутмосом III)
3. Шарупши (ок. 1340—1338 до н. э.)
4. Адду-Нирари[нем.] младший (ок. 1338 до н. э., внук Таху)
5. Такиб-Шарри  (ок. 1338 до н. э.)
6. Шаррунша[10]
7. Тетте[нем.] (ок. 1338—1322 до н. э.)
8. Шумиттара (Šumittara) (ок. 1322—1320 до н. э.)
9. Тетте II (ок. 1320—1312 до н. э.)